# Alessandro Kouzkin
Alessandro Vita Kouzkin (russisch Алессандро Вита Кузькин/Alessandro Vita Kuskin; * 3. September 1992 in Rom) ist ein ehemaliger russisch-italienischer Rennfahrer. Kouzkin ist ein Sohn des Italieners Ernesto Vita, Teamchef des ehemaligen Formel-1-Rennstalls Life Racing. Im Rennsport startet er mit russischer Lizenz und lebt in Bologna.

## Karriere
Kouzkin begann seine Motorsportkarriere mit neun Jahren im Kartsport, in dem er bis 2008 aktiv war. Im Alter von 15 Jahren gab Kouzkin 2008 sein Debüt im Formelsport und trat für Cram Competition sowohl in der Schweizer, als auch in der italienischen Formel Renault an. Während er in der italienischen Formel Renault mit einem Podest-Platz 14. in der Gesamtwertung wurde, belegte er in der Schweizer Serie mit zwei Siegen den sechsten Gesamtrang.
2009 blieb der Russe bei Cram Competition und trat für sein Team bei den ersten fünf Rennwochenenden der internationalen Formel Master an. Dabei gelang es ihm bereits das zweite Saisonrennen in Pau zu gewinnen. Bei diesem Sieg war Kouzkin erst 16 Jahre alt. Mit einem weiteren Sieg in Brands Hatch belegte er am Saisonende den achten Gesamtrang.

## Karrierestationen
- 2002–2008: Kartsport
- 2008: Schweizer Formel Renault (Platz 6); italienische Formel Renault (Platz 14)
- 2009: Internationale Formel Master (Platz 8)